# Кретање коња
Постоји више начина кретања коња, било природно или као резултат специјализованог тренинга.

## Ход
Ход је кретање четири такта у којем се све четири ноге једна са другом подижу и спуштају на тло (задња десна – предња десна –задња лева – предња лева). Ход је једино кретање у којем нема тренутка лебдења (кад су све четири ноге у ваздуху). Грешке су у ходу кратки кораци и неједнаки редослед ногу.
Међу врстама хода увек морају постојати разлике у даљини корака и прекорачењу отисака копита копита предњих ногу.
Четири врсте хода:
1. средњи
2. прикупљени
3. продужени
4. слободни

## Кас
Кас је кретање у два такта у којем се истовремено покреће један дијагонални пар ногу (нпр. предња лева и задња десна), затим следи тренутак лебдења те други дијагонални пар ногу (предња десна и задња лева).
Четири врсте каса:
1. радни
2. средњи
3. прикупљени
4. продужени

## Галоп
Галоп је кретање коња у три такта. Постоји леви и десни галоп. У левом галопу коњ прво подиже задњу десну ногу, затим истовремено задњу леву и предњу десну, затим предњу леву (која је водећа нога), затим следи тренутак лебдења. Следећи корак се наставља испочетка. Грешке у галопу су унакрсни галоп (када коњ предњим ногама галопира нпр. десни галоп, а задњим леви галоп и обрнуто), затим четворотактни галоп (код којег се дијагонални пар ногу не подиже истовремено с тла, већ се предња нога подиже пре унутрашње задње ноге).
Четири врсте галопа:
1. радни
2. средњи
3. прикупљени
4. продужени
5. продужење корака галопа

## Посебне врсте кретања
Осим хода, каса и галопа, још две врсте кретања су специфичне за одређене врсте коња: тоелт и пас.